# Хойто-Ага (сельское поселение)
Се́льское поселе́ние «Хойто-Ага» (бур. Хойто Агын hомон) — муниципальное образование в Агинском районе Забайкальского края Российской Федерации.
Административный центр — село Хойто-Ага.

## История
Статус и границы сельского поселения установлены Законом Читинской области от 19 мая 2004 года «Об установлении границ, наименований вновь образованных муниципальных образований и наделении их статусом сельского, городского поселения в Читинской области»

## Население
| 2010 | 2011 | 2012 | 2013 | 2014 | 2015 | 2016 |
| ---- | ---- | ---- | ---- | ---- | ---- | ---- |
| 867  | ↘863 | ↘851 | ↘837 | ↘815 | ↘793 | ↘792 |
| 2017 | 2018 | 2019 | 2020 | 2021 |      |      |
| ↘785 | ↘763 | ↘750 | ↘725 | ↘610 |      |      |

## Состав сельского поселения
| № | Населённый пункт | Тип населённого пункта       | Население |
| - | ---------------- | ---------------------------- | --------- |
| 1 | Верхняя Салия    | село                         | ↘13       |
| 2 | Пунцук           | село                         | →19       |
| 3 | Хойто-Ага        | село, административный центр | ↘713      |